# Хэрроуэр, Молли
Молли Хэрроуэр (урождённая Мэри Рэйчел Хэрроуэр; 25 января 1906 — 20 февраля 1999) — американский клинический психолог. Во время Второй мировой войны создала масштабный тест Роршаха с множественным выбором. Была одним из первых клинических психологов, открывших частную практику. Разработала методику, позволяющую практикующим врачам прогнозировать, каким пациентам будет полезна психотерапия.

## Ранние годы
Молли Харроуэр родилась в Йоханнесбурге, Южная Африка, в семье банкира Джеймса и Ины (урожденной Уайт) Харроуэр. Её родители, родившиеся в Шотландии, посещали Южную Африку, когда она родилась, и семья вернулась в Соединённое Королевство, когда она была младенцем:2. Семья поселилась в деревне недалеко от Лондона. С десяти лет она посещала школу Годольфин в Солсбери, где преуспела в спорте, особенно в крикете :3.

## Образование
После окончания школы Харроуэр была отправлена в пансион для девушек в Париже. Она была недовольна школьной обстановкой, поэтому родители отправили на год в семью в Швейцарию, где она изучала французский язык.:6.
В 1925 году её приняли на факультет журналистики Бедфордского колледжа. Прослушав курс психологии, который вела Беатрис Эджелл, ставшая её наставником, Харроуэр перешла на программу, ведущую к получению академического диплома по психологии. Однако из-за финансовых трудностей она не завершила трехлетнюю программу :56. Затем она работала помощницей К. К. Огдена, в основном в качестве книготорговца в Кембридже :89.
Огден порекомендовал её своему другу, гештальт-психологу Курту Коффке, который руководил психологической лабораторией в колледже Смита в Массачусетсе:56. Колледж Смита предоставил ей стипендию, и в 1928 году Молли начала работать с Коффкой. В 1932 году по приглашению Беатрисы Эджелл она вернулась в Бедфордский колледж в качестве временного старшего преподавателя. Под руководством Коффки в 1934 году она получила степень доктора философии за диссертацию на тему «Organization in Higher Mental Processes». Официальными оппонентами были Джордж Хамфри, Эдвин Боринг и Арнольд Гезелл :57.

## Карьера

### Исследования
Харроуэр заинтересовалась клинической психологией, когда заметила существенные изменения в личности своей подруги после операции. В 1937 году Фонд Рокфеллера предоставил ей трехлетнюю постдокторскую стипендию для изучения «психологических последствий хирургических операций, влияния хирургического шока» в Монреальском неврологическом институте (MNI). Чтобы познакомиться с больничной обстановкой, она шесть месяцев работала с Куртом Гольдштейном в больнице Монтефиоре в Нью-Йорке:89. Там же она работала с Уайлдером Пенфилдом и принимала участие в качестве психолога в исследованиях нейронной стимуляции, которые привели к разработке Монреальской процедуры лечения эпилепсии.
В начале Второй мировой войны Хэрроуэр получила грант от Канадского национального исследовательского совета на разработку широкомасштабного теста Роршаха:90. Тест использовался для отбора новобранцев на основе их реакций при показе стандартной серии рисунков чернильных пятен. Испытуемым был предоставлен на выбор список возможных интерпретаций рисунков, на основе которых выявлялись новобранцы, требующие психиатрического обследования. Это позволило проводить тест Роршаха среди больших групп всего за 15 минут, в то время как обычно на проведение теста Роршаха на одного человека уходило около часа. Методика Хэрроуер привлекла к себе пристальное внимание специалистов. Однако в конечном итоге было установлено, что тест не имел большой ценности.
В 1941 году Харроуэр переехала из Монреаля в Мэдисон, штат Висконсин, где её муж, нейрохирург Теодор Эриксон, получил должность в медицинской школе Университета Висконсин-Мэдисон. Она получила финансирование от Фонда Мэйси для продолжения разработки и обучения психологов использованию крупномасштабных тестов Роршаха. Она также работала консультантом в армии и военно-воздушных силах США, а также в Государственном департаменте США:91. Хэрроуэр была одним из основателей и основных членов серии конференций Mэйcy по кибернетике.

### Клиническая практика
В 1945 году Харроуэр открыла частную практику в Нью-Йорке и стала одним из первых частных клинических психологов. Она специализировалась на психодиагностическом тестировании пациентов, направленных к ней психиатрами, неврологами и другими врачами, используя тест Роршаха в качестве основного инструмента. За время своей практики она применила свои диагностические методы к более чем 1600 пациентам, вела записи каждой консультации и совместно с лечащими терапевтами разработала шкалу, прогнозирующую вероятность успешной терапии. Результат был опубликован в 1965 году в книге «Psychodiagnostic Testing: An Empirical Approach».
Пройдя курс психоанализа с 1944 по 1946 год, она расширила свою практику, включив в неё психотерапию:10. Среди её инновационных методов была поэтическая терапия, о которой в 1972 году она опубликовала книгу «The Therapy of Poetry» :8. Она также консультировала такие организации, как Детский суд Манхэттена, Национальное общество рассеянного склероза и Унитарианско-универсалистская церковь. С 1963 по 1968 год преподавала в Новой школе социальных исследований.
В 1952-53 годах Харроуэр была президентом Нью-Йоркского общества клинических психологов. Участвовала в разработке программы сертификации психологов штата Нью-Йорк.

### Университет Флориды
В 1967 году Харроуэр покинула Нью-Йорк и поступила на работу в Флоридский университет в Гейнсвилле, где преподавала клиническую психологию. В 1975 году в возрасте 70 лет вышла на пенсию и была удостоена звания почетного профессора. В 1972 году Общество оценки личности наградило её премией имени Бруно Клопфера. В марте 1981 года Университет Флориды присвоил ей звание почетного доктора гуманитарных наук.

### Публикации
Публикации Харроуэр включают 20 книг и более 100 статей:58. Среди них было четыре книги стихов, первая из которых, Plain Jane, была книгой детских стихов, опубликованная в 1929 году:101. В 1983 году она опубликовала подборку своей переписки с Куртом Коффкой, начиная с 1930 года и до его смерти в 1941 году.
В 1976 году Харроуэр опубликовала статью об изучении тестов Роршаха, проведенных среди нацистских военных преступников сразу после Второй мировой войны. Она обнаружила, что у них не было общего типа личности, а некоторые из них, по-видимому, были психологически нормальными. Основываясь на этом выводе, она предупредила, что «хорошо интегрированные, продуктивные и надежные личности не являются защитой от затягивания в водоворот мифов и обмана, который в конечном итоге может вылиться в совершение преступлений в больших масштабах». Это исследование привело к её сотрудничеству в работе над книгой, опубликованной в 1995 году под названием «The Quest for the Nazi Personality: A Psychological Investigation of Nazi War Criminals ».

## Личная жизнь
Молли Харроуэр была замужем дважды, но не имела детей. Её первым мужем был Теодор Эриксон, нейрохирург, с которым она познакомилась во время работы в Монреальском неврологическом институте. Они поженились в 1938 году и развелись в 1944 году. Во время их брака она публиковалась под псевдонимом Харроуэр-Эриксон. В 1955 году она вышла замуж за бизнесмена Мортимера Лама. В 1967 году Лам умер.
После выхода на пенсию Харроуэр продолжила жить в Гейнсвилле и умерла у себя дома 20 февраля 1999 года.

## Избранная библиография

### Как единственный автор
- 1928 «I Don’t Mix Much With Fairies»
- 1933 «Spiral: and other poems»[22]
- 1946, «Time to squander, time to reap» New Bedford, MA: Reynolds Publishing.
- 1952, «Appraising Personality»
- 1958, Personality Change and Development
- 1962, The Practice of Clinical Psychology
- 1965, «Psychodiagnostic testing: An empirical approach.», Springfield, IL: Charles C. Thomas.
- 1971 Rev., The Psychologist at Work
- 1972, «The Therapy of Poetry» Springfield, IL: Charles C. Thomas.
- 1978, «Changing horses in mid-stream: An experimentalist becomes a clinician.» In T. S. Krawiec (Ed.), The psychologists: Autobiographies of distinguished living psychologists Vol. 3(pp. 85-104). Brandon, T: Clinical Psychology Publishing.
- 1983, «Kurt Koffka: an unwitting self-portrait.» Gainesville, FL: University of Florida Press.
- 1991, «Inkblots and poems.» In C. E. Walker (Ed.) The history of clinical psychology in autobiography Vol. 1 (pp. 125—169). Pacific Grove, CA: Brooks/Cole.

### Соавтор
- 1951, Harrower, Molly, and Matilda Elizabeth Steiner., Large Scale Rorschach Techniques; A Manual for the Group Rorschach and Multiple Choice Tests. Springfield, Ill: Thomas.
- 1987, Harrower, M., Bowers D., The Inside Story: Self-Evaluations Reflecting Basic Rorschach Types
- 1995, Eric A. Zillmer, Molly Harrower, Barry A. Ritzler, Robert P. Arche, The Quest for the Nazi Personality: A Psychological Investigation of Nazi War Criminals.